# Wissenschaftlicher Atheismus (Schriftenreihe)
Wissenschaftlicher Atheismus ist eine deutsche Schriftenreihe, die von dem Hochschullehrer Olof Klohr (1927–1994) an der Ingenieurhochschule für Seefahrt Warnemünde/Wustrow und von Hans Lutter (1928–2009) an der Pädagogischen Hochschule „Liselotte Herrmann“ Güstrow u. a. herausgegeben wurde und in Warnemünde/Wustrow [u. a.] erschien. Unterschiedlichen Angaben zufolge erschien sie (in verschiedenen Reihen) in den Jahren 1975–1984 bzw. 1983–1989. Von der Reihe erschienen 49 Hefte. Der letzte Band 49 erschien 1989 am Institut für Marxismus-Leninismus in Rostock-Warnemünde.
Der Arbeitskreis des „Wissenschaftlichen Atheismus“ der „Ingenieurschule für Seefahrt“ in Warnemünde/Wustrow verlegte beispielsweise auch das Handbuch Kirchen und Religionsgemeinschaften in der DDR der Autoren Dieter Müntz und Harald Wachowitz.

## Bände (Auswahl)
Die folgende Übersicht zu den erschienenen Bänden erhebt keinen Anspruch auf Aktualität oder Vollständigkeit:
- 8 Wissenschaftlicher Atheismus und Religionskritik in der Volksrepublik Polen. Warnemünde/Wustrow : Ingenieurhochsch. für Seefahrt, [circa 1980]
- 9 Bürgerlich-theologische Literatur der Jahre 1977 und 1978 / Teil (1978)
- 10 Bürgerlich-theologische Literatur der Jahre 1977 und 1978 / Teil 2. (1979) Vorhanden in Frankfurt
- 13 Glaube - Wissenschaft - Zukunft. Warnemünde : Ingenieurhochsch. für Seefahrt, [1981]
- 16 Islam. Warnemünde : Ingenieurhochschule für Seefahrt, [1981], Als Ms. gedr.
- 22 Religion und Kirche in sozialistischen Ländern. Warnemünde : [s.n.], [1983], Als Ms. gedr.
- 27 Christen und sozialistische Lebensweise. Lucas, Ulrike. - Warnemünde : Ingenieurhochsch. für Seefahrt, 1983
- 28 Politische Ökonomie, Atheismus und Religion. Klohr, Olof. - Warnemünde/Wustrow : Ingenieurhochsch. für Seefahrt, 1984, Als Ms. gedr.
- 37 Dissertationen zum Wissenschaftlichen Atheismus / Teil 1. Dissertationen B 1986
- 43 Die katholische Kirche auf dem Eichsfeld – eine Dokumentation. Klohr, Olof. - Forschungsgruppe Wissenschaftlicher Atheismus, Forschungsbericht 43, Rostock 1987
- 45 Katholische Christen und katholische Kirche in den politischen und geistigen Kämpfen unserer Zeit. Warnemünde : Ingenieurhochsch., 1988
- 46 Die Katholische Kirche, die übrigen christlichen Kirchen und die orientalischen Religionsgemeinschaften in der Volksrepublik Polen. Pałubicki, Władisław. - Rostock-Warnemünde : Ingenieurhochsch. für Seefahrt, 1989
- 47 Katholische Kirche und gesellschaftliche Mitarbeit katholischer Christen im Sozialismus. Zeugner, Petra. - Rostock-Warnemünde : Ingenieurhochsch. für Seefahrt, 1988
- 48 Religion heute. Rostock-Warnemünde : Hochsch. für Seefahrt, 1989
- 49 Judentum. Rebiger, Bill. - Rostock-Warnemünde : Inst. für Marxismus-Leninismus, 1989